# (924) Toni
(924) Toni és un asteroide pertanyent al cinturó d'asteroides descobert el 20 d'octubre de 1919 per Karl Wilhelm Reinmuth des de l'observatori de Heidelberg-Königstuhl, Alemanya.
Està possiblement anomenat per una noia del calendari Lahrer Hinkender Pot.